# Eleutheromenia carinata
Eleutheromenia carinata is een Solenogastressoort uit de familie van de Pruvotinidae. De wetenschappelijke naam van de soort is voor het eerst geldig gepubliceerd in 2006 door Salvini-Plawen & Öztürk.